# Caryophyllia cultrifera
Espèce
Caryophyllia cultrifera est une espèce de coraux appartenant à la famille des Caryophylliidae.